# Макнаб, Колин
Ко́лин А́ндерсон Макна́б (англ. Colin Anderson McNab; 3 февраля 1961, Данди) — шотландский шахматист, гроссмейстер (1992).
Четырёхкратный чемпион Шотландии (1983, 1991, 1993, 1995 гг.). Победитель чемпионата Содружества наций 1992 года.

## Карьера
После того, как он выполнил три шахматные нормы, он долгое время не мог получить необходимый рейтинг Эло 2500, и смог достигнуть официального рейтинга в 2500 лишь спустя 6 лет после получения звания гроссмейстера. Стал вторым шотландским гроссмейстером после Пола Мотвани. Является международным мастером ИКЧФ (в шахматах по переписке) с 1993 года.
В составе сборной Шотландии многократный участник различных соревнований, таких как:
- 18 олимпиад (1980—1996, 2000—2014, 2016 гг.).
- 2-я телешахолимпиада (1981/1982 гг.).
- 2 командных чемпионата мира среди студентов (1981 и 1983 гг.).
- 3 командных чемпионата Европы (1989, 1992 и 2005 гг.).
- 3-й командный чемпионат мира среди сеньоров в категории 50+ (2015 г.).

Многократный участник соревнований в Шахматной лиге четырёх наций (4NCL). Играл за клубы «Northumbria Vikings» (1997 г.), «Slough Sharks» (1999—2004, 2006 гг.) и «White Rose Chess» (2009—2015 гг.). Выиграл 2 золотые, 1 серебряную и 4 бронзовые медали (все в командном зачёте).
В составе команды «Dundee Chess Club» являлся участником 8-го Кубка европейских клубов (1991/1992 гг.).

## Изменения рейтинга
| Графики недоступны из-за технических проблем. См. информацию на Фабрикаторе и на mediawiki.org. |